# Achryson meridionale
Achryson meridionale là một loài bọ cánh cứng trong họ Cerambycidae.